# Munavoi

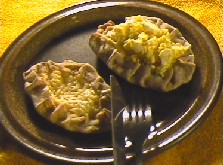
Pierogi karelskie podane z munavoi

Munavoi (masło jajeczne) – fińskie i estońskie smarowidło na kanapki i pierogi karelskie. Jest to pasta z masła i drobno posiekanego jajka na twardo z dodatkiem soli.